# 屯鶴峯

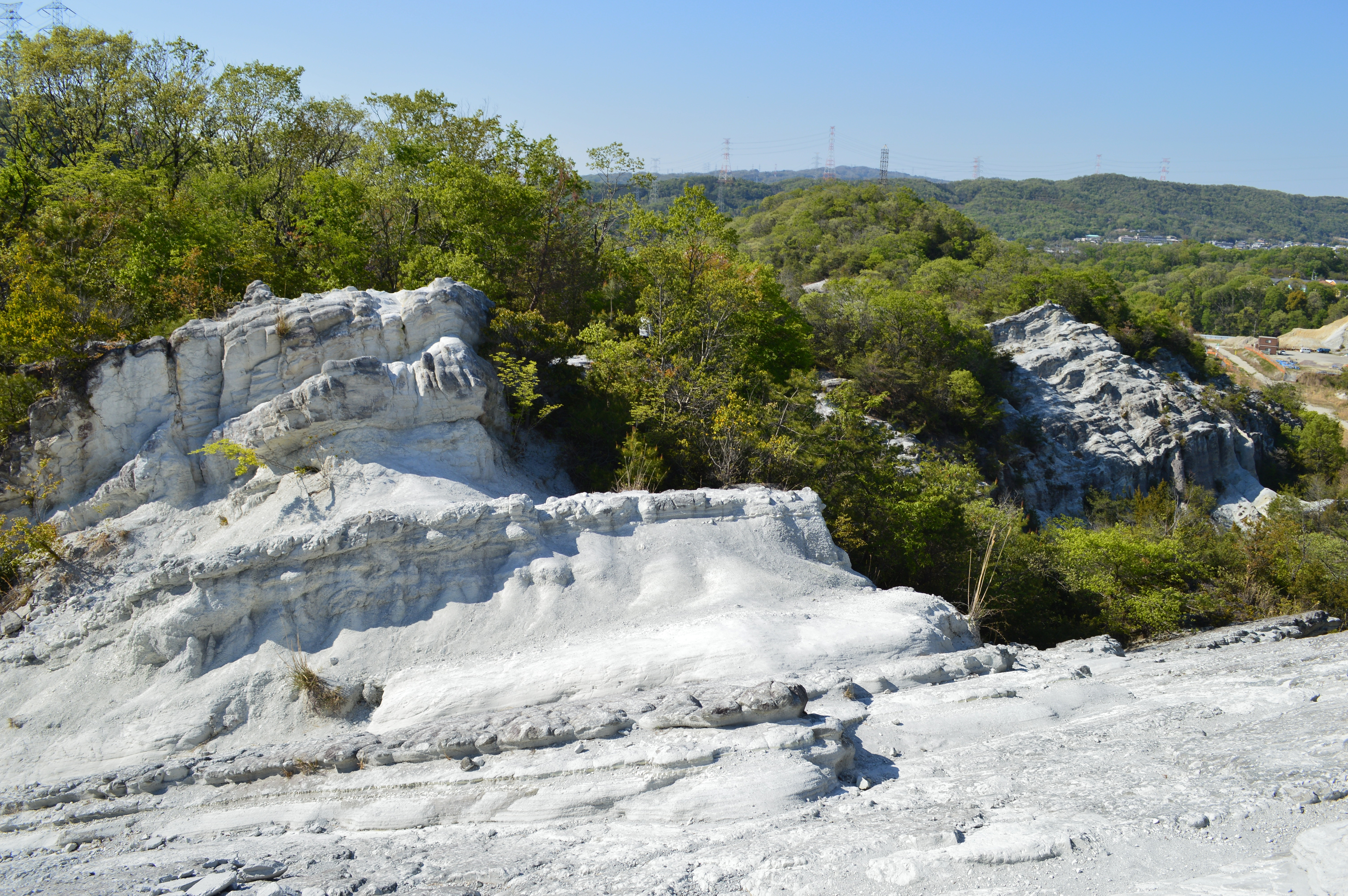
屯鶴峯 概観

屯鶴峯（どんづるぼう）は、奈良県香芝市の穴虫峠付近にある奇岩群・奇勝。どんづる峯とも称す。
二上山の火山活動により火山岩屑が沈積し、その後の隆起によって凝灰岩が露出し、1500万年間の風化・浸食を経て奇岩群となった標高約150mの岩山。サヌカイトやザクロ石閃緑岩などの岩石が産出する。県天然記念物であり、金剛生駒紀泉国定公園の見所の一つである。
太平洋戦争中に造られた複雑な防空壕があることでも知られる。本土決戦を目前にした陸軍が航空部隊・航空総軍の戦闘司令所として建設されたもので、二つの壕に分かれている。
防空壕の一部は京都大学防災研究所附属地震予知研究センター屯鶴峯観測所として使用されており、地震予知研究計画の一環として地殻変動の連続観測が実施されている。

## 名称の由来
1. 灰白色の断崖が続きそれが鶴の群れに見えることから名付けられた。
2. 遠くからながめると、松林に多くの鶴が屯（たむろ）しているように見えることから「屯鶴峯」（どんづるぼう）と名付けられた。

## 所在地
- 〒639-0252 奈良県香芝市穴虫（二上山の西北、穴虫峠の近く）

## 交通アクセス
- 近鉄南大阪線 上ノ太子駅 徒歩約40分
- 近鉄南大阪線 二上山駅 徒歩約30分
- 近鉄大阪線 二上駅 徒歩約35分
- 近鉄大阪線 関屋駅 徒歩約40分
- 大阪府羽曳野市の上ノ太子駅からが道路幅も広く歩道もある。関屋駅、二上駅、二上山駅からは国道165号穴虫交差点から、県道703号を太子方面へすぐ。

戦前には近鉄南大阪線に臨時駅の屯鶴峰駅があったが、1945年に休止、1974年に廃止となった。